# John Strachey (politiker)
Evelyn John St Loe Strachey, född den 21 oktober 1901 i Guildford, Surrey, död den 15 juli 1963 var en brittisk labourpolitiker och skribent, son till John Strachey.

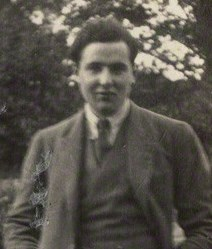

Strachey fick sin utbildning vid Eton College och Magdalen College, Oxford. I Oxford var han redaktör, tillsammans med Robert Boothby, av Oxford Fortnightly Review. Han skrev även i faderns tidning, The Spectator.
Strachey gick med i Labour 1923 och blev redaktör för Socialist Review och The Miner. Under 1930-talet var han en av de mest lästa marxist-leninistiska teoretikerna i Storbritannien. Han kritiserade John Maynard Keynes ekonomiska tänkande från marxistiskt perspektiv innan han själv blev keynesian.
1929-1931 hade han suttit i underhuset och gjorde det åter från 1945 fram till sin död. Från 1946 tillhörde han kronrådet och innehade även några ministerposter fram till 1951, när hans parti kom i opposition. Han stödde Hugh Gaitskell i valet av efterträdare till Clement Attlee 1955.